# Zorubicină
Zorubicina este un agent chimioterapic din clasa antraciclinelor și este utilizat în tratamentul unor forme de cancer.